# Morskranes

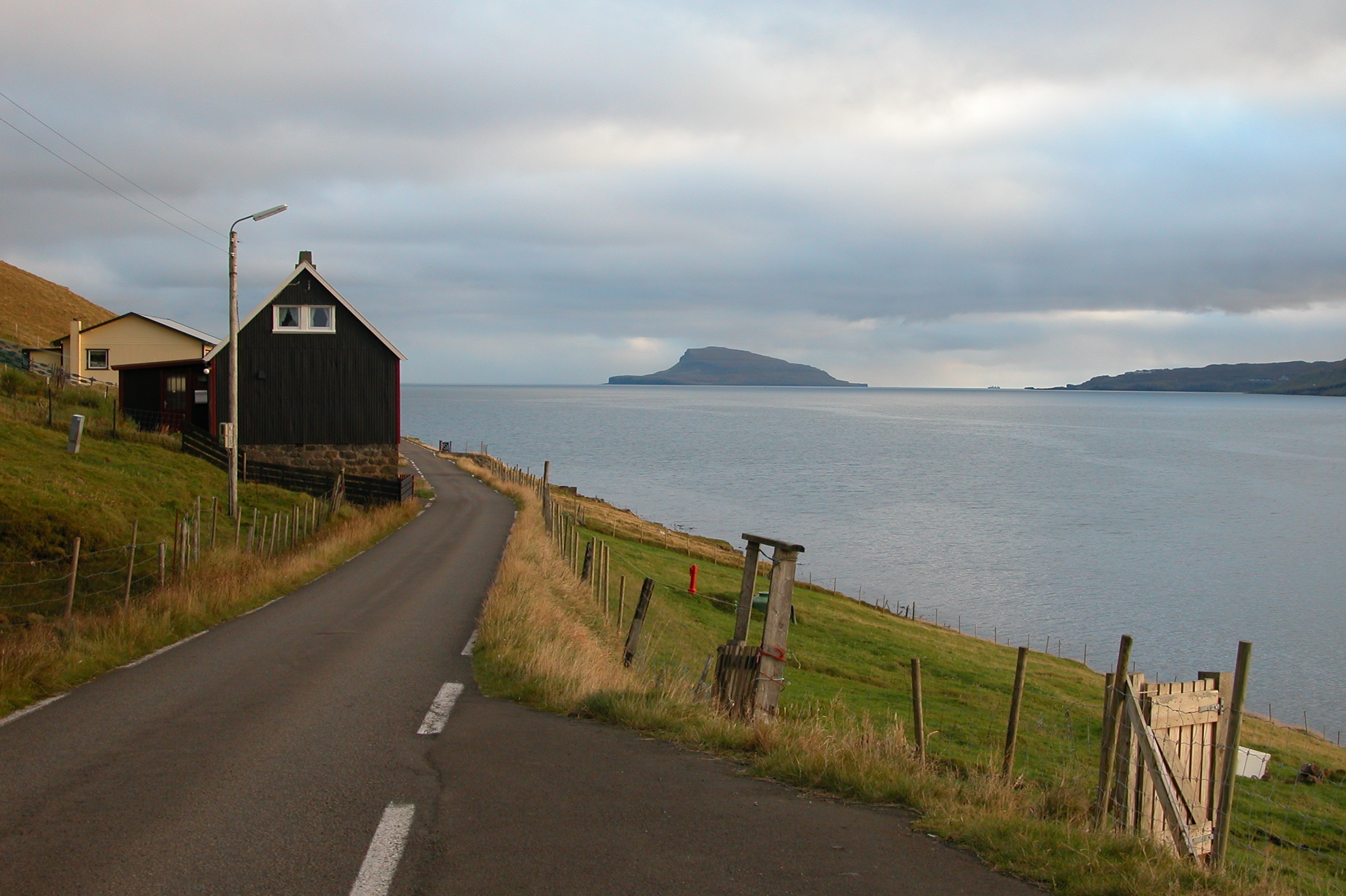
Utsikt mot sydväst till ön Nólsoy.

Morskranes (IPA: [ˈmɔskɹaneːs], danska: Morskranæs) är en ort på Färöarna, belägen i Sjóvars kommun vid Sundini på ön Eysturoys västkust. Den lilla orten grundades som niðursetubygd under 1830-talet. Vid folkräkningen 2015 hade Morskranes 29 invånare.

## Befolkningsutveckling
| Befolkningsutvecklingen i Morskranes 1985–2015 | Befolkningsutvecklingen i Morskranes 1985–2015 | Befolkningsutvecklingen i Morskranes 1985–2015 | Befolkningsutvecklingen i Morskranes 1985–2015 | Befolkningsutvecklingen i Morskranes 1985–2015 |
| ---------------------------------------------- | ---------------------------------------------- | ---------------------------------------------- | ---------------------------------------------- | ---------------------------------------------- |
|                                                |                                                |                                                |                                                |                                                |
| År                                             |                                                |                                                | Folkmängd                                      |                                                |
| 1985                                           | 1985                                           |                                                | 47                                             |                                                |
| 1990                                           | 1990                                           |                                                | 50                                             |                                                |
| 1995                                           | 1995                                           |                                                | 48                                             |                                                |
| 2000                                           | 2000                                           |                                                | 45                                             |                                                |
| 2005                                           | 2005                                           |                                                | 43                                             |                                                |
| 2010                                           | 2010                                           |                                                | 27                                             |                                                |
| 2015                                           | 2015                                           |                                                | 29                                             |                                                |
|                                                |                                                |                                                |                                                |                                                |